# Hadron (Steve Jolliffe)
Hadron is een studioalbum van Steve Jolliffe. Jolliffe had al jaren geen platencontract meer, maar gaf net als vele andere artiesten zijn muziek uit op cd-r, als delivery-on-demand (levering op verzoek) of een via een vooraf bepaalde kleine oplage. Hadron verwijst naar de hadron en de Large Hadron Collider geopend in 2008. Of de titel ook verwijst naar de letterlijke betekenis van het woord 'hadron', sterk, is onbekend. De stijl van dit album is meer ambientgericht dan andere van zijn albums. Het geheel luistert als een suite (sommige items komen in meerdere titels voor). 

## Musici
- Steve Jolliffe – synthesizers

## Muziek
| Nr. | Titel | Duur  |
| --- | ----- | ----- |
| 1.  | qed   | 18:02 |
| 2.  | qcd   | 15;41 |
| 3.  | Gut   | 14:51 |